# Flugplatz Welzow

i7
i11
i13
Der Flugplatz Welzow (ICAO-Code: EDCY) ist ein Verkehrslandeplatz bei Welzow in Brandenburg. In den 1920er Jahren angelegt, diente er ab den 1930er Jahren als Militärflugplatz der deutschen Luftwaffe. Nach dem Ende des Zweiten Weltkrieges wurde er von den sowjetischen Streitkräften übernommen und bis zu deren Abzug aus Deutschland in der ersten Hälfte der 1990er Jahre betrieben. Nach einer Teilsanierung wird er seit August 1996 zivil genutzt.

## Geschichte

### Erste Nutzung
Erste fliegerische Aktivitäten des zwischen Welzow und Bahnsdorf gelegenen Geländes fanden seit den 1920er Jahren statt. Ab 1928 wurden vom Gelände am Bahnsdorfer Weg aus Passagierflüge durchgeführt. Diese wurden 1930 eingestellt und es erfolgte eine anschließende Nutzung als Segelfluggelände.

### Die Zeit des Nationalsozialismus
Ab 1936 begann der verstärkte Ausbau zum künftigen Einsatzhafen der Luftwaffe, wobei beachtenswert ist, dass der größte Teil der Infrastruktur als Holzbauten errichtet wurde. Am Südrand entstanden drei mit asphaltiertem Vorfeld versehene Flugzeughallen. Zu dieser Zeit betrug der Umfang des Platzes 1100 × 800 m, wobei die Größe der als Rollfeld genutzten Grasnarbe mit 1000 × 300 m angegeben wurde. Eine erste intensive Nutzung als Einsatzflugplatz erfolgte 1939 durch das Sturzkampfgeschwader 2, dessen I. Gruppe Ende August von ihrem Friedensstandort Cottbus nach Welzow verlegte, um von hier aus bei Beginn des Zweiten Weltkrieges im September 1939 Angriffe auf polnische Truppen zu fliegen. Anschließend wurde der Flugplatz von Flugzeugführerschulen und Ergänzungseinheiten als Arbeitsstätte genutzt. In den letzten Kriegstagen sammelten sich in Welzow verschiedene vor der Roten Armee zurückweichende Einsatzverbände der Luftwaffe wie etwa ein Großteil des Jagdgeschwaders 6, das ab Februar 1945 in Welzow lag und im April weiterverlegte. Am 16. April 1945 erfolgte ein Luftangriff durch Einheiten der sowjetischen 2. Luftarmee, die der 1. Ukrainischen Front unterstellt war. Schließlich wurde der Flugplatz am 19. (20.?) April 1945 von der Roten Armee erobert und vom Mai bis Juni von der mit Iljuschin Il-2 ausgerüsteten 8. Gardeschlachtfliegerdivision belegt. Die Flugzeughallen waren zuvor von abrückenden Wehrmachteinheiten gesprengt worden.

### Unter sowjetischer Nutzung

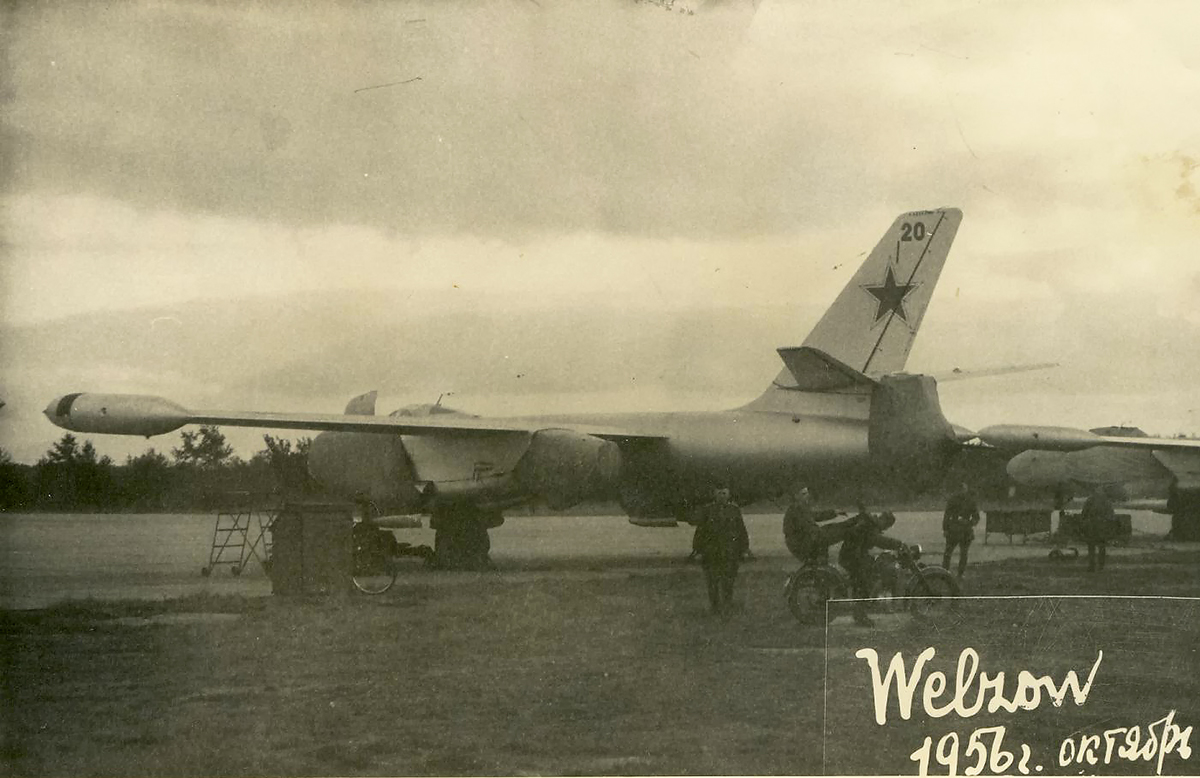
IL-28R des 11. ORAP (1956)

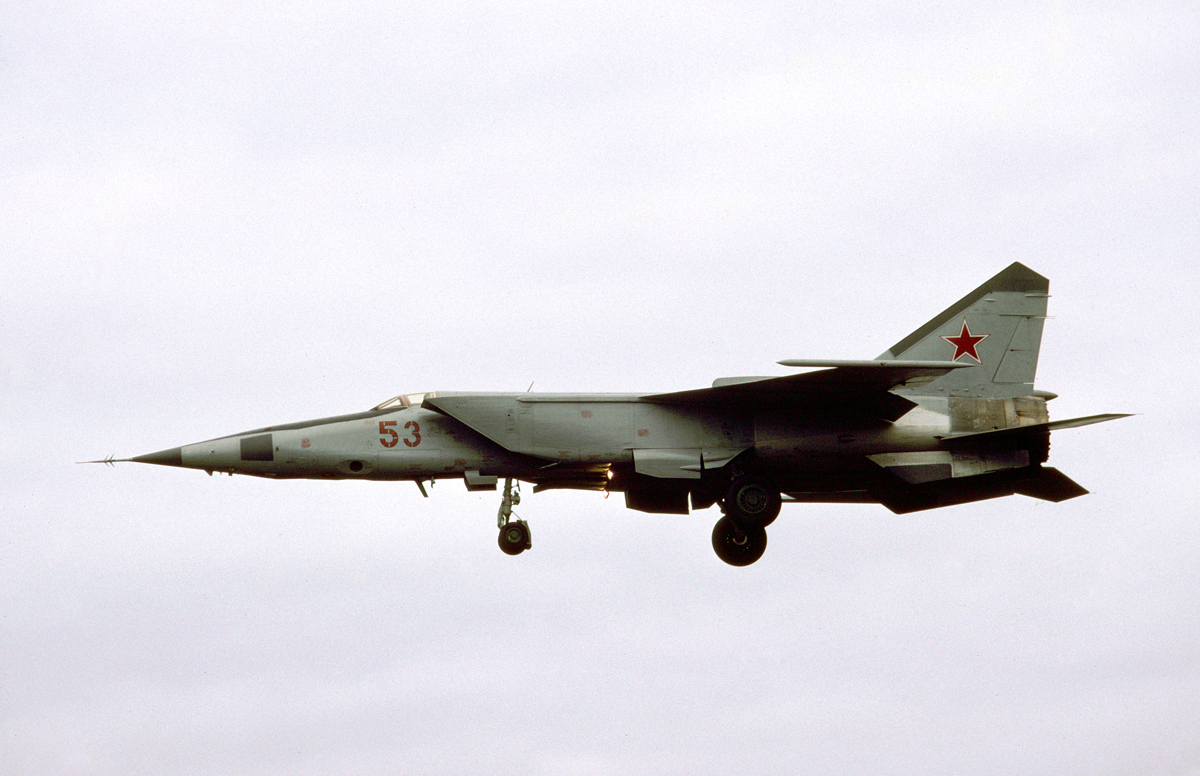
MiG-25RB bei der Landung in Neu-Welzow (1991)

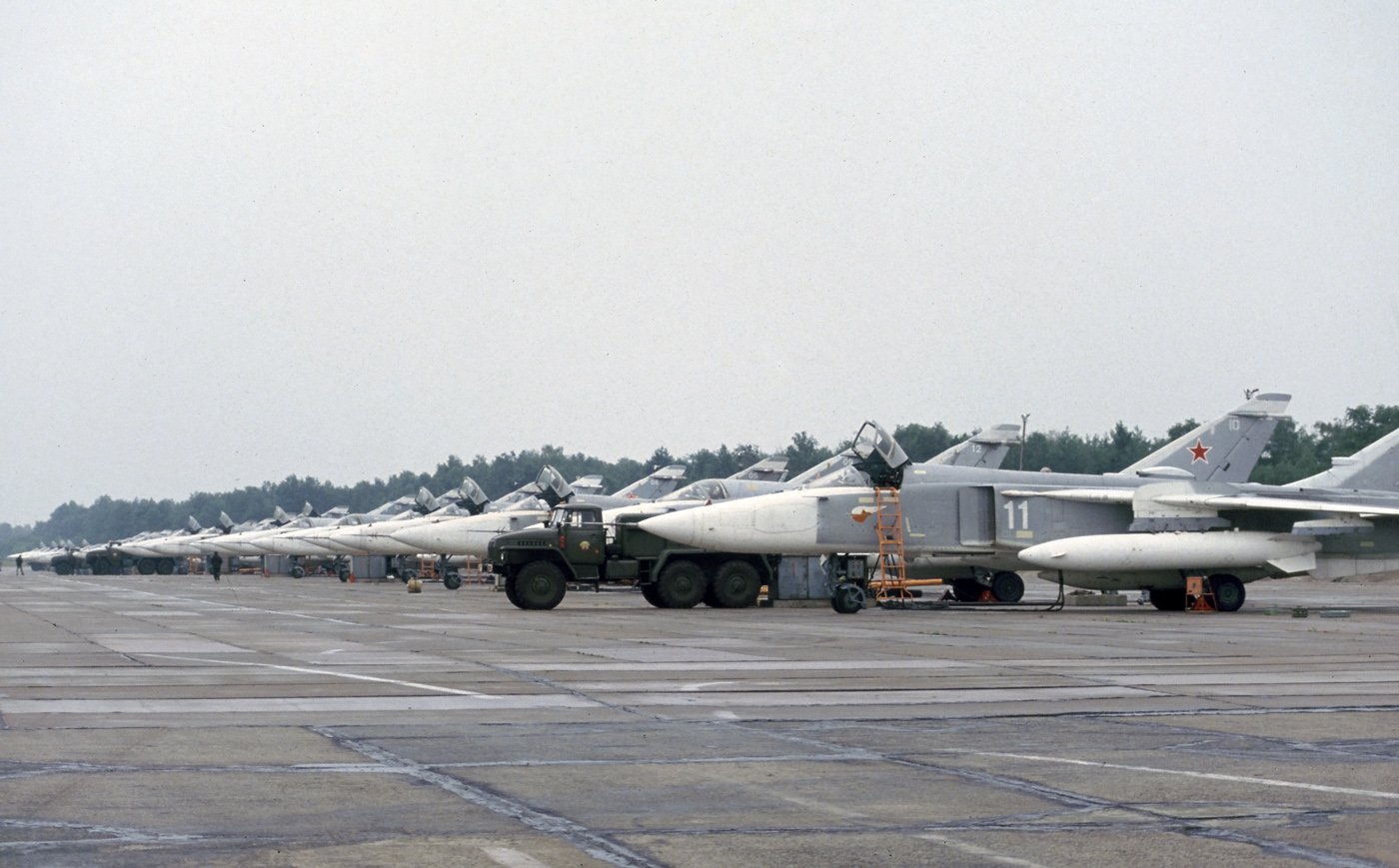
Su-24MR auf der Vorstartlinie (Neu-Welzow, 1993)

Nach dem Kriegsende wurden die Überreste der Flugzeughallen und des technischen Bereiches abgerissen; lediglich die hölzernen Gebäude blieben erhalten, wurden noch bis 1953 durch die Rote Armee genutzt und anschließend durch Steingebäude ersetzt. Ab 1949 begannen die Planungen zu einem Ausbau des Geländes als Frontbomberbasis der 16. Luftarmee. Dieser begann mit einer erheblichen Ausweitungsphase auf das Dreifache der ursprünglichen Fläche durch Rodung von Wald- und Wiesenflächen in südwestlicher Richtung. Von 1951 bis 1953 fand dann der Ausbau zu einem Flugplatz 2. Klasse statt: es wurde eine asphaltierte Start- und Landebahn mit 2500 Metern Länge samt Vorstartlinie angelegt, Splitterboxen und Flakstellungen errichtet und ein Gleisanschluss zum Bahnhof Neupetershain hergestellt. 1958 kam noch eine parallel zur Startbahn verlaufende Reservebahn mit 2000 Metern Länge und zwölf Metern Breite sowie ein Dezentralisierungsraum im Nordwesten des Platzes hinzu. Dieser Dezentralisierungsraum befand sich ca. 3 km außerhalb des Flugplatzes und verfügte über 20 Abstellplätze, der Rollweg dorthin kreuzte die Bahnstrecke Großenhain–Cottbus sowie die Fernverkehrsstraße 169. Der nun als Neu-Welzow bezeichnete Flugplatz erhielt den Decknamen DUBROWKA (russisch Дубровка, deutsch in den Eichen). Im weiteren Verlauf wurden verschiedene fliegenden Einheiten der Sowjetarmee stationiert, Hauptnutzer aber wurde das 11. Selbstständige Aufklärungsfliegerregiment (11. ORAP), das im Juni 1954 aus Krustpils/Lettische SSR nach Welzow verlegt wurde. Seine Ausrüstung bestand aus Aufklärungsversionen der Typen Iljuschin Il-28, Jakowlew Jak-27, Jak-28 und ab 1986 aus Suchoi Su-24.
In den 1960er Jahren stellte sich die Frage nach einer Aufgabe des Platzes zugunsten des Abbaus der in der Region reichlich vorhandenen Braunkohlevorkommen durch die DDR, die dadurch aber ihre Bestandsgarantien gegenüber der sowjetischen Seite hätte zurückziehen müssen. Die Sowjetunion machte ihre Zustimmung aber vom Neubau eines kompletten Flugplatzes anderorts als Ersatz für den Flugplatz Neu-Welzow durch die DDR abhängig, die diese Überlegungen deshalb Ende der 1960er Jahre verwarf.
1969/70 wurden die ersten zehn Flugzeugbunker in Neu-Welzow errichtet, denen 1974/75 noch weitere hinzugefügt wurden. Außerdem wurde eine zweite 2500-m-Start- und Landebahn 50 m westlich der Ersten errichtet, die danach zeitweise auch als Abstellfläche für größere Flugzeuge diente. In Erwartung auf die Zuführung von Su-24-Aufklärern erfolgte 1983 eine Vergrößerung der Vorstartlinie auf 500 × 70 m.
Im Mai 1991 erhielt das 11. ORAP noch kurzzeitig einige Mikojan-Gurewitsch MiG-25RB aus dem Bestand des 931. ORAP aus Werneuchen, die bis zum Abzug des 11. ORAP dessen 3. Staffel bildeten. Dieser begann schon einen Monat später mit der Rückführung einer ersten Staffel Su-24MP vom 5. bis zum 7. Juni und endete am 15. Juni 1993 mit dem Start der letzten Su-24MR in Richtung Marinowka. Die letzten Materialverbringungsflüge fanden Anfang August 1993 statt. Danach wurde der Flugplatz den deutschen Behörden übergeben und zur Konversionsfläche erklärt.